# Thermes de Bliesbruck
Vous lisez un « bon article » labellisé en 2021.
Les thermes de Bliesbruck, découverts dans la commune du même nom dans le département français de la Moselle, en région Grand Est, sont un complexe thermal romain ayant fonctionné de la fin du Ier jusqu'au milieu du IIIe siècle.
Le complexe fait l'objet de travaux au bout d'un siècle environ, destinés à agrandir les espaces et à les adapter à de nouveaux usages, et de nouvelles modifications ont lieu au IIIe siècle, siècle durant lequel le vicus subit de graves déprédations. Après une réutilisation durant l'Antiquité tardive, l'édifice est dépouillé de ses matériaux les plus précieux, mais il est cependant utilisé de manière très partielle vers la fin du Moyen Âge ou le début de la Renaissance par l'installation d'une maison forte sur son site. Les ruines s'effacent dans les siècles qui suivent.
Les fouilles archéologiques sur le site de Bliesbruck débutent de manière scientifique dans les années 1970, puis le département de la Moselle acquiert une partie du site en 1982, afin d'y réaliser d'importantes fouilles programmées. Les éléments des thermes sont dégagés entre 1987 et 1993 et sont désormais intégrés au parc archéologique européen de Bliesbruck-Reinheim dans un pavillon muséal destiné à protéger les vestiges.

## Localisation

Carte des différents éléments du site archéologique de Bliesbruck-Reinheim.

Le complexe thermal se situe à Bliesbruck, localité qui tire son nom de la rivière proche, la Blies. La localité se situe de part et d'autre d'une voie romaine structurant le bâti. À l'est se trouvait la voie principale. Les thermes sont situés non loin de la rivière.
Aujourd'hui, le site est à 10 km de Sarreguemines, 75 km à l'est de Metz et 15 km de Sarrebruck. Le site est dominé par la colline du Homerich.

## Histoire

### Histoire duvicus

Plan des différents quartiers du vicus du parc archéologique européen de Bliesbruck-Reinheim.

Le site de Bliesbruck-Reinheim est occupé dès l'époque protohistorique et acquiert une importance au Ve siècle av. J.-C. avec un caractère princier celtique.
Le vicus est à son apogée au IIIe siècle, situé à proximité d'une vaste villa à plan axial. Deux quartiers artisanaux ont été identifiés : le quartier ouest a une vocation artisanale nette. Dans le quartier est, les archéologues ont dégagé un certain nombre d'installations destinées à la cuisson des aliments ainsi qu'une structure de 750 m2 peut-être destinée à la « réunion d'une association professionnelle ou religieuse ».
L'agglomération perd son caractère urbain après les déprédations liées à la crise du IIIe siècle, la plupart des édifices étant abandonnés. Le déclin dure jusqu'au milieu du Ve siècle. Le site est cependant occupé par la suite au Moyen Âge, avec une nécropole mérovingienne et une maison forte installée dans les thermes aux XVe et XVIe siècles, avant que les ruines romaines ne disparaissent aux XVIIe et XVIIIe siècles.

### Histoire du complexe thermal

#### Antiquité
Les archéologues ont pu déterminer les différentes phases de l'histoire de l'édifice. Malgré les transformations, le complexe thermal a conservé son « schéma initial ».

##### Phase 1: fin duIersiècle

Plan d'ensemble à la fin du Ier siècle.

La construction du complexe initial est datée de la fin du Ier siècle ou du début du IIe siècle, ; elle marque une étape importante dans l'urbanisation de cette agglomération secondaire. Il prend la place d'un espace occupé précédemment par des édifices de terre et de bois. Il se situe le long d'un des côtés d'une place publique et est parallèle à la rue principale.
Des fosses à chaux datant de la construction ont été découvertes par les fouilleurs, ainsi que des zones utilisées pour la taille des pierres nécessaires pour le chantier. La fosse découverte dans la cour possédait un fond et des parois de bois.
L'ensemble mesurant 11 m sur 22 m comporte une succession de trois salles sur un axe est-ouest : frigidarium, tepidarium et caldarium. Ces deux dernières salles possèdent un système de chauffage au sol. Ces salles sont précédées, à l'est, d'une petite pièce d'accueil. Le frigidarium se termine par une abside et possède un bassin en brique rempli d'eau froide. Le caldarium a également une abside et un bassin rempli d'eau chaude. Le tepidarium est rectangulaire. Cette pièce est d'un type connu en Campanie en particulier à Pompéi : la baignoire est localisée sur le mur nord, contigu au foyer et le mur nord contient une vasque destinée aux aspersions.
Chaque aile mesure environ 4,9 m sur 30 m. À l'est et au sud, une rangée de sept boutiques se trouve le long de la palestre appuyée sur un portique avec des piliers en bois. Des foyers de cuisson ont été découverts sur place.
Un bassin de 6 m sur 9,20 m se situe au centre d'une cour située au nord et pour laquelle trois accès ont été reconnus. Cette cour n'est pas destinée aux exercices sportifs car trop petite, avec 20 m de côté ; il s'agit d'une « aire de délassement » à proximité du bassin. Celui-ci est en petit appareil revêtu d'un enduit rouge.

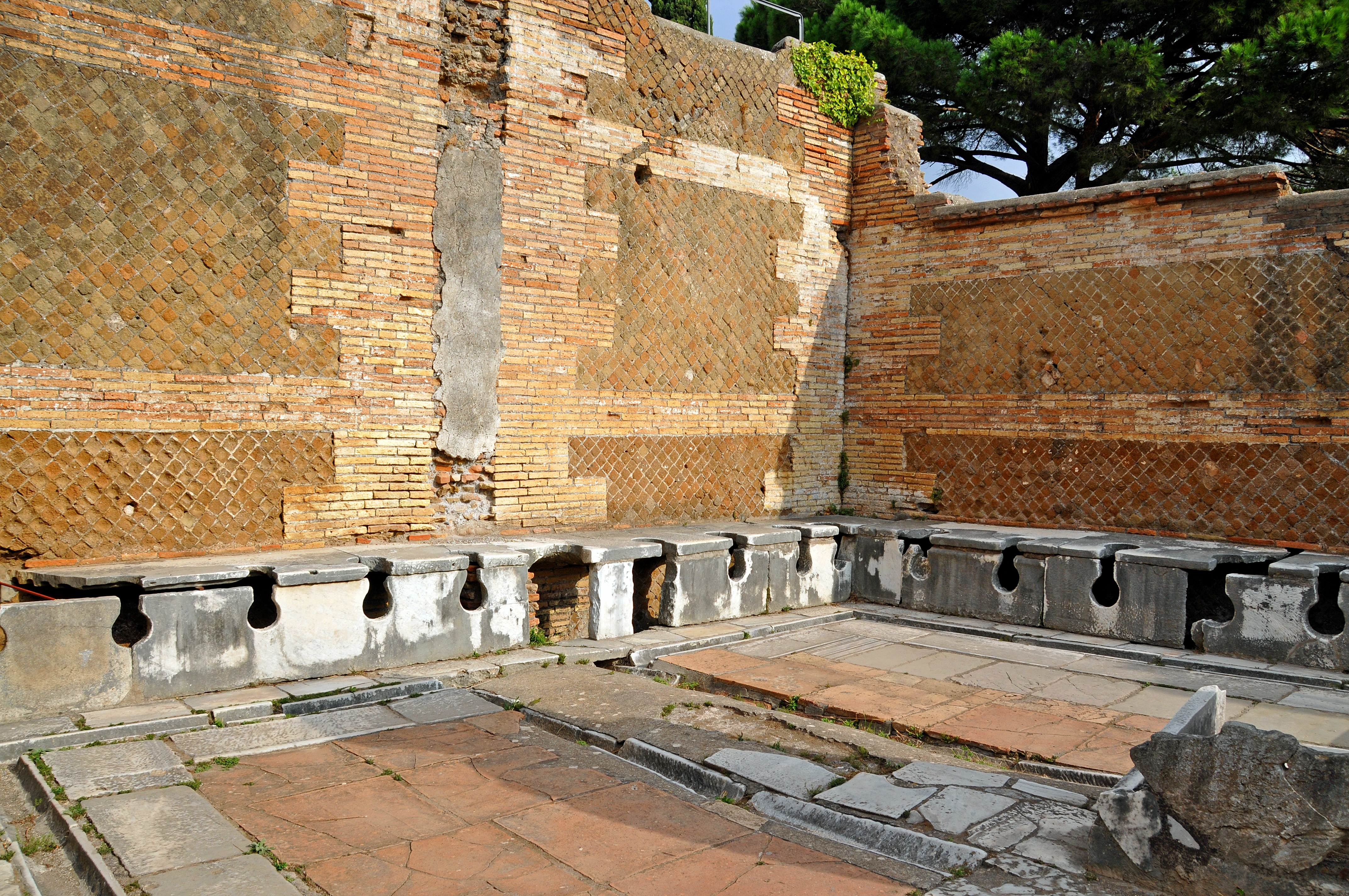
Vue des latrines du forum d'Ostie (image d'illustration).

Au cours du IIe siècle, des modifications mineures sont entreprises, notamment l'adjonction de latrines au sud du complexe central, alimentées lors de la vidange du frigidarium et par un autre canal d'écoulement. Ces latrines peuvent accueillir environ 12 personnes et sont accessibles depuis la rue. Un canal long de 8,50 m, large de 0,60 m et profond de 0,70 m est surmonté d'une banquette en bois sur laquelle les personnes peuvent s'installer. Une rigole destinée à rincer les éponges et un lavabo permettent aux usagers de se laver les mains.

##### Phase 2: fin duIIesiècle

Plan d'ensemble dans la seconde moitié du IIe siècle.

Dans le dernier tiers ou dernier quart du IIe siècle, l'ensemble subit d'importantes transformations et atteint son apogée.
Le petit édicule qui sert d'accueil laisse la place à un bâtiment nettement plus vaste, le caldarium est reconstruit et le bassin de la palestre est comblé. L'aile nord est modifiée, le bâtiment situé tout au nord est relié au complexe, et l'aile sud-est entièrement refaite. Les locaux de l'aile nord sont modifiés et le bâtiment d'ateliers-boutiques est rattaché au complexe thermal, le portique est également modifié. L'aile sud, qui est rasée et reconstruite, comporte désormais des poteaux et une maçonnerie plus puissante laissant supposer l'existence d'un étage. Le portique fait désormais environ 3,50 m de large.
Le bassin est comblé à la fin du IIe siècle, peut-être en raison du coût de fonctionnement d'une installation peu utilisée du fait des températures locales. La palestre, désaffectée et désormais dévolue au service, comporte dans son angle sud-est une salle chauffée accessible depuis le complexe central de 8,30 m sur 5,30 m. Sur la palestre les prospections géophysiques ont mis en évidence un nymphée ou un temple. Non loin de là a été retrouvée une sculpture en ronde-bosse d'un enfant vu de dos tenant un objet. L'espace reste accessible au public.

##### Phase 3: milieu duIIIesiècle

Plan d'ensemble au milieu du IIIe siècle.

Aux environs de 275, le complexe thermal connaît sa dernière phase d'agrandissement,. La taille de l'édifice est alors de 92 m sur 35 m ou 90 m sur 40 m.
L'adjonction à l'est de la pièce d'accueil de deux grandes salles chauffées de part et d'autre de la porte centrale modifie notablement la physionomie de l'édifice. Ces pièces sont sans doute des vestiaires et les travaux sont datés du début du IIIe siècle par Deru et Petit. Les surfaces et le nombre de salles chauffées augmentent, et ces travaux dénotent « un changement progressif de la nature de l'établissement ».
L'aile nord est encore modifiée et le portique fait place à une galerie fermée. L'aile sud est modifiée également : les deux premières boutiques en contact avec le complexe central font place à une salle plus grande qui déborde et occupe également le début du portique. La pièce au nord du complexe central est équipée d'un hypocauste et comporte une salle de chauffe qui empiète davantage sur la cour. L'édicule situé sur l'ancienne palestre est détruit, et la zone devient un espace de service pourvu de chemins empierrés et d'un puits-latrines destiné uniquement au personnel.
À la fin de ce siècle, l'édifice souffre des invasions barbares que subit l'Empire romain à cette période. Les destructions de cette période portent un coup fatal à la fonction balnéaire du complexe.

##### Antiquité tardive

Plan d'ensemble au IVe siècle.

Après les déprédations de la fin du IIIe siècle, une partie de l'édifice est réhabilitée mais à présent sans but balnéaire ; les salles ne sont progressivement plus chauffées. Des constructions en matériaux légers sont installées le long de la voie dans la première moitié du IVe siècle.
Au IVe siècle, un atelier de bronzier s'installe dans la partie sud-est du complexe, et les boutiques situées au sud sont réutilisées,. Le frigidarium est également réemployé.

#### Après l'Antiquité

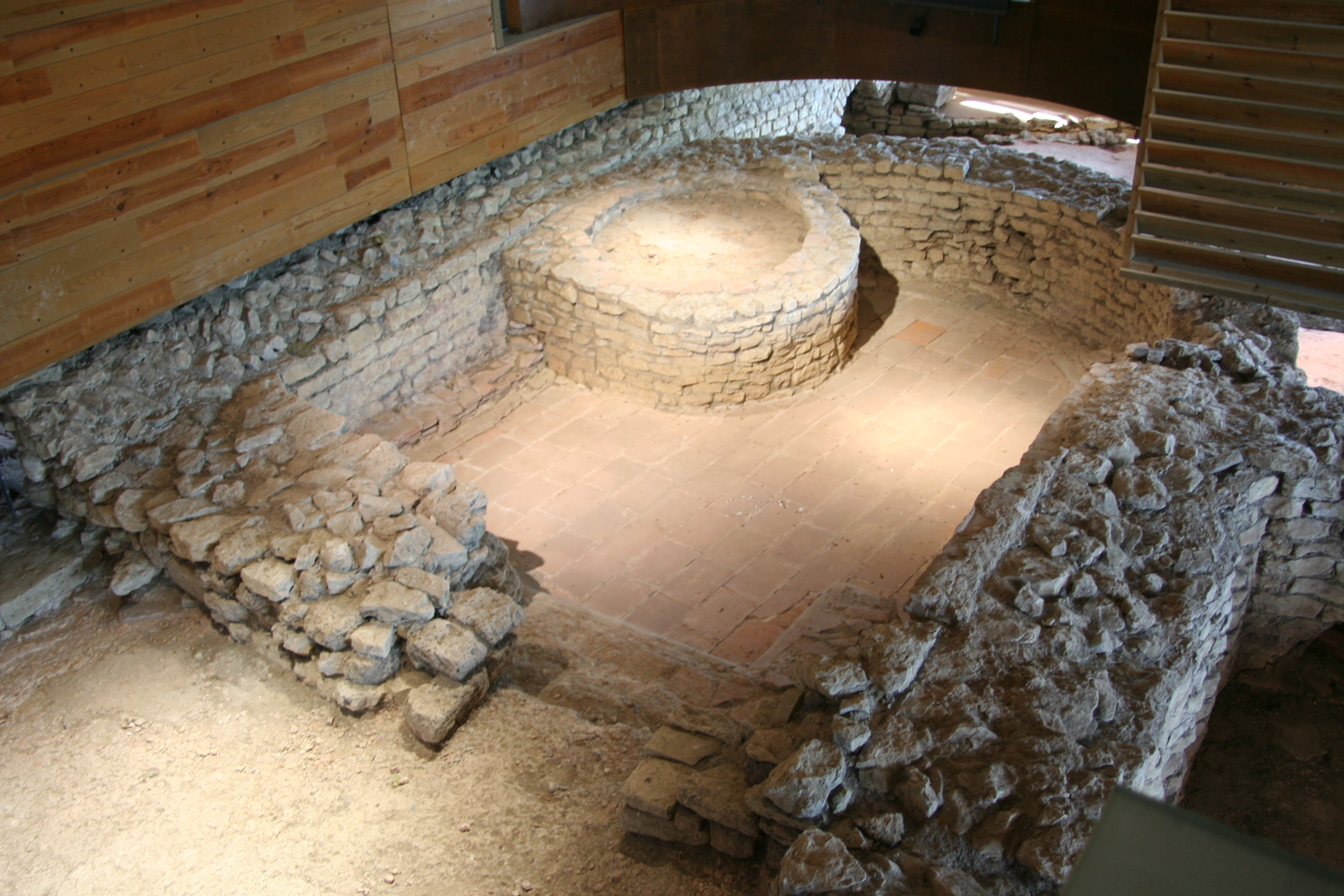
Vue des vestiges du frigidarium avec ceux du four du XVIe siècle, construit au niveau du bassin de la salle.

Au Moyen Âge, une partie du sol du frigidarium est réutilisée et devient la pièce principale. Les murs de cette époque sont encore d'une épaisseur de 40 cm. Un passage de 1,8 m est prévu pour accéder à la pièce voisine. Le chemin d'accès au tepidarium est muré. Au sud, l'ancienne pièce chauffée est également réutilisée. Les matériaux, en particulier le plomb, sont récupérés, les personnes allant jusqu'à détruire les murs pour récupérer les canalisations, dont subsistent toutefois des traces dans le mortier du frigidarium.

Plan d'ensemble aux.

Au XIIIe siècle, le village appartient à la famille luxembourgeoise de Raville lors du mariage de Dietrich de Varsberg avec Lore de Brücken. La famille s'installe alors dans le château dénommé Altes Schloss. La dernière période d'occupation du frigidarium a pu être reconstituée à partir des murs mesurant 1 m de hauteur.
Le complexe thermal, en particulier le frigidarium, sur une longueur de 8 m sur 4,5 m, fait l'objet de réaménagements au cours des XVe et XVIe siècles alors que le village appartient toujours à la famille de Raville. Les murs gallo-romains sont retouchés. Une petite maison forte est bâtie sur les ruines des thermes selon les sources du XVIe siècle.

## Sources, fouilles archéologiques et mise en valeur du site

### Sources
Les thermes sont mentionnés dans un rapport daté de 1500.

### Fouilles archéologiques
La localité romaine secondaire est fouillée à partir de 1979. De nouvelles fouilles menées entre 1987 et 1990 permettent de mettre au jour un complexe thermal d'une taille importante sur le site.
Le matériel retrouvé lors des fouilles a été publié soigneusement. Le site a livré des artefacts datant de l'époque médiévale qui ont été découverts dans le frigidarium, comme des tessons de poterie et des fragments de fer à cheval, des objets en fer et quelques monnaies en argent.
Des pièces de monnaie de la fin du IIIe siècle av. J.-C. ont été mises au jour. Les fouilles ont également permis de retrouver des éléments de parure très divers ayant appartenu aux usagers des thermes : bagues, perles, épingles à cheveux et fibules. Beaucoup de ces éléments de parure ont appartenu aux femmes, et les différents types de fibules trouvés sont difficiles à attribuer à une partie précise de la population. Les boutiques ont livré des vestiges d'ustensiles de cuisine et des ossements liés à la transformation alimentaire. Beaucoup d'éléments liés à l'artisanat textile ont aussi été découverts dans les thermes, sans que l'on puisse en tirer des déductions précises sur une activité réalisée sur place. Les fouilles ont permis de retrouver également des éléments liés au commerce, comme des stylets.
Les fouilles ont permis de mettre au jour des sculptures fragmentaires, des « fragments d'effigies divines en pierre », dont une stèle figurant un Génie, « malheureusement très incomplète », qui devait tenir d'une main une corne d'abondance et de l'autre une patère. Ces fragments ont été découverts en réemploi dans des maçonneries datables du XVIe siècle. Des fragments de Génies ou de Fortuna ont été découverts dans le remblai de la palestre, ainsi que des fragments de statuettes de terre cuite.

### Évocation et mise en valeur patrimoniale

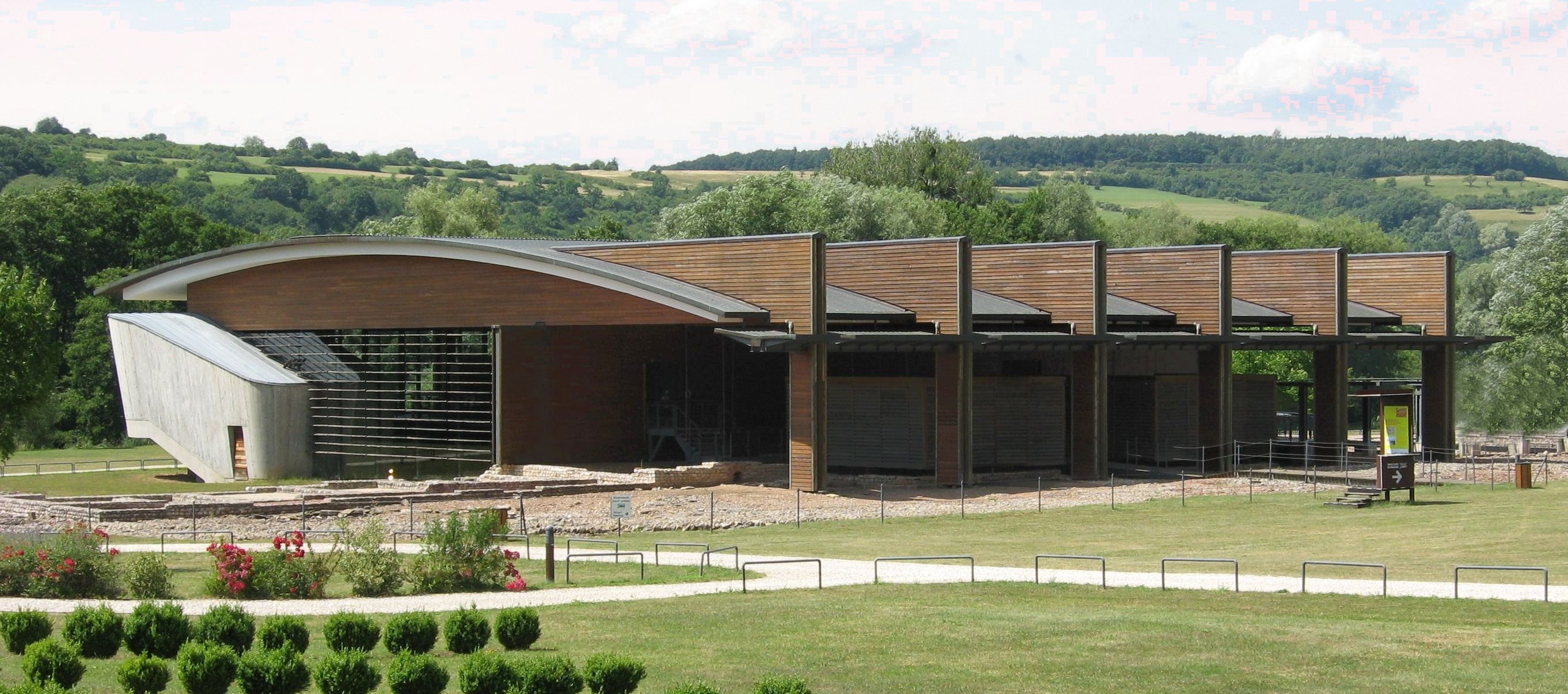
Le pavillon muséal abritant les vestiges des thermes.

Un important travail pédagogique a été réalisé, et permet de restituer l'état de l'édifice à différents moments de son histoire.
La protection des vestiges a été prévue dès la fouille, avec des systèmes de couvertures provisoires. Les vestiges des thermes de Bliesbruck sont désormais protégés par un pavillon muséal depuis 1993. L'aménagement de l'espace muséographique des thermes a été réduit dans le but de « préserver l'émotion ressentie face à l'authenticité des ruines dégagées » : les vestiges ont été consolidés, et le pavillon consiste en une « architecture-parapluie » dans laquelle se trouvent des passerelles permettant de visiter le site.

## Description et fonctionnement du complexe
L'ensemble thermal monumental atteste l'importance de cette agglomération à vocation essentiellement artisanale. Le complexe thermal est bâti selon un axe nord-sud et fait 75 m de long sur 35 m. La construction s'inscrit dans un « schéma global d'aménagement urbain de l'agglomération », une rue empierrée large de 3,50 m le borde sur sa partie méridionale.
L'état de l'édifice du milieu du IIIe siècle est le mieux connu : si à cette époque le complexe est le plus vaste, il faut souligner qu'il a alors perdu de sa régularité, en raison de la présence des pièces de service en façade.

### Mode de construction et décor

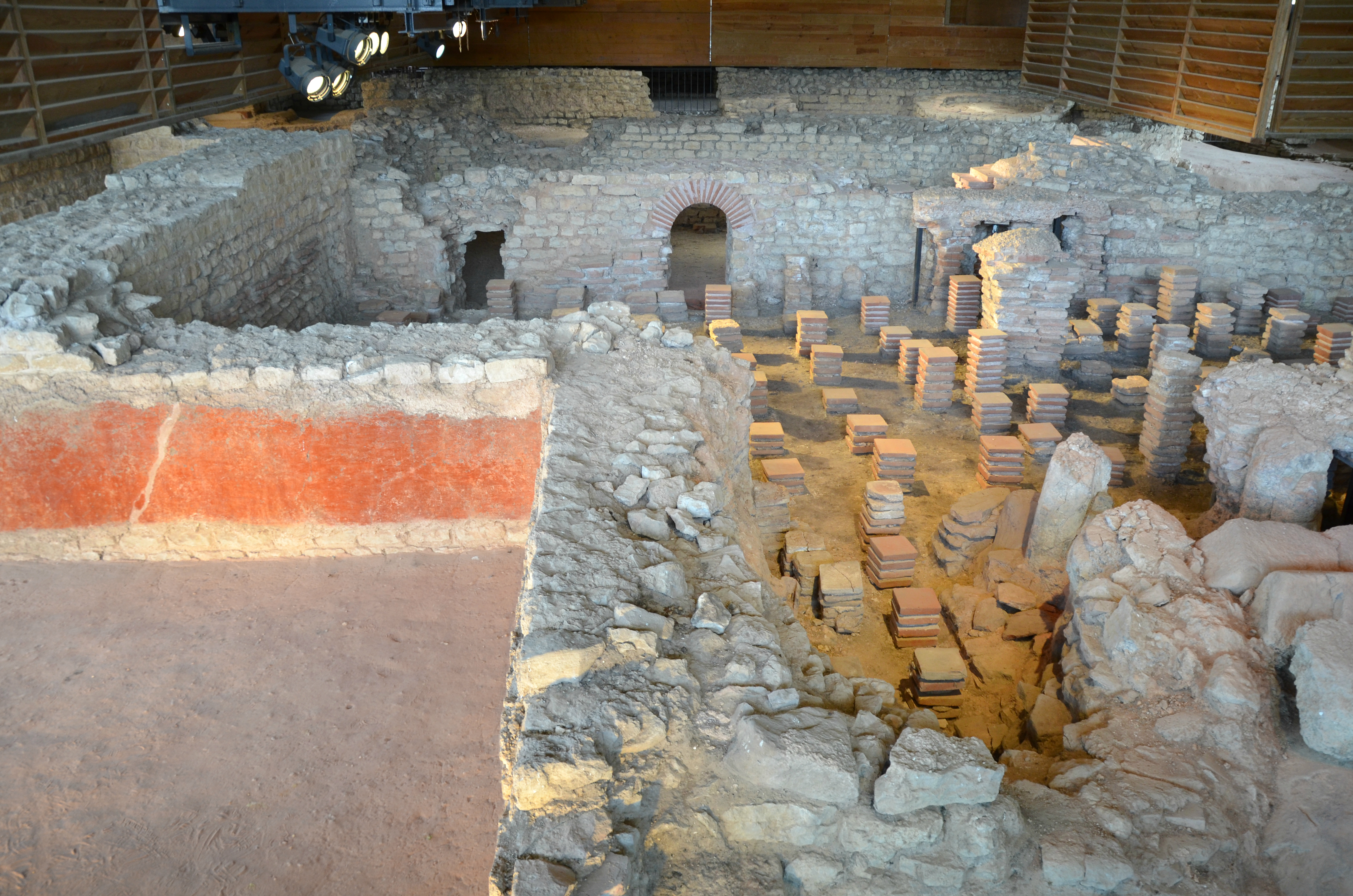
Vue du caldarium avec son sol suspendu et du mur extérieur avec l'enduit de tuileau.

Le bâtisseurs ont utilisé le pied romain et des multiples du pas, ce qui suppose qu'un plan régulier a présidé à sa réalisation.
Le décor est mal connu : les murs ou les sols sont couverts de plaques de calcaire, car des fragments ont été retrouvés, mais leur emplacement d'origine précis reste inconnu. De même, nous ne savons que peu de choses des décors peints ayant existé. Pour les décorations intérieures, les archéologues ont mis au jour des éléments d'un décor sur fond blanc avec des bandes de couleur et des décors végétaux ainsi que des guirlandes : ces éléments appartiennent à la première phase de l'histoire de l'édifice. Pour la phase finale, on connaît uniquement quelques éléments appartenant au tepidarium, un décor de bandes rouges et noires sur fond blanc.
Lors de la phase de réfection, un enduit rose de tuileau a été apposé sur les murs extérieurs. Les fouilleurs ont mis au jour des fragments de verre.

### Espace thermalstricto sensu

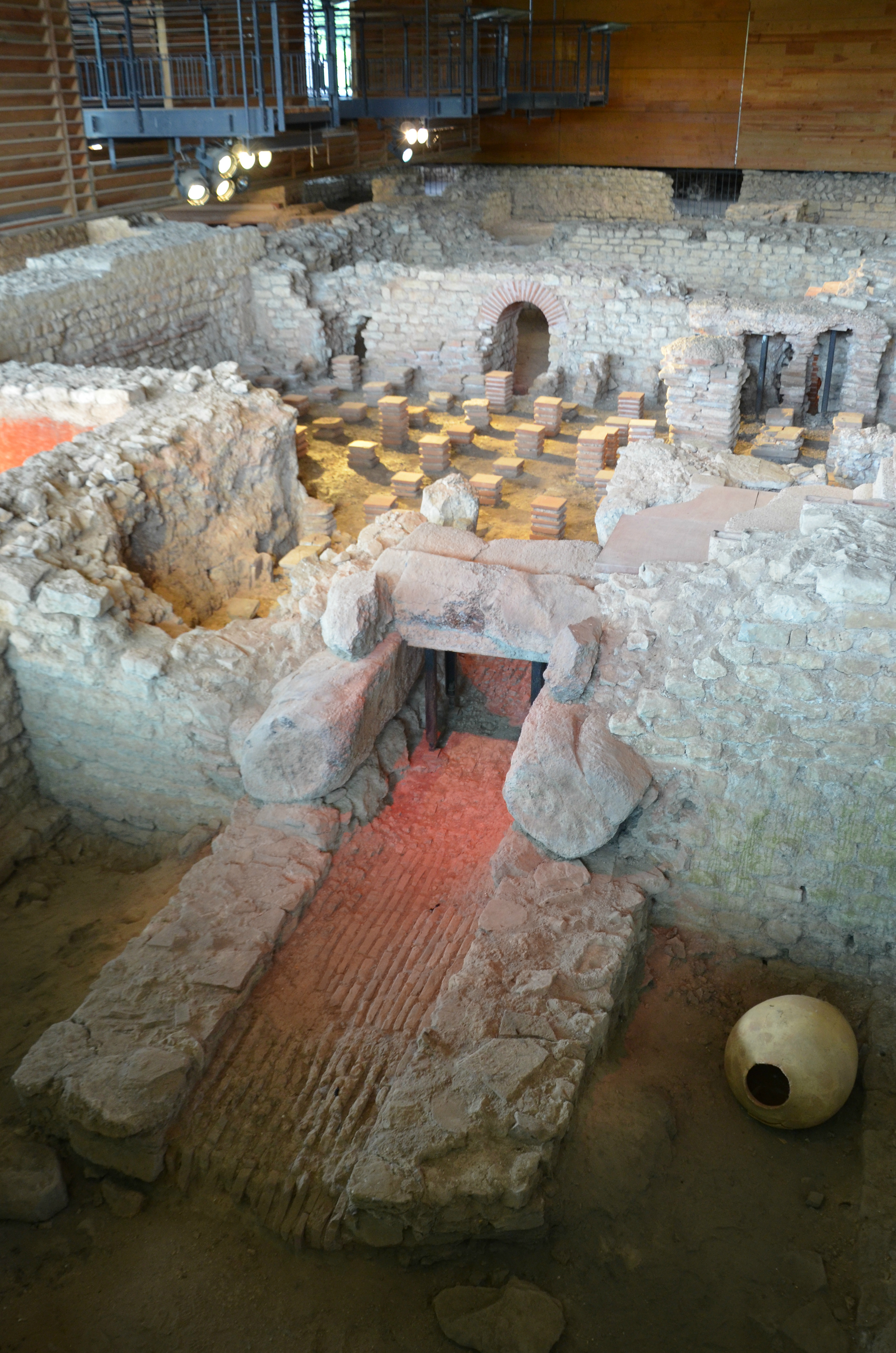
Autre vue du caldarium.

Les thermes obéissent à un certain rituel, « basé sur le contraste de la chaleur et du froid », et cela se traduit par une formalisation dans l'architecture de ces règles. Le plan de l'édifice est en enfilade, selon un type connu en particulier à Pompéi, et l'effet monumental est amplifié par les deux ailes de boutiques qui donnent une symétrie à l'ensemble. Après les travaux d'agrandissement, le circuit classique est contrarié par la disposition des différents espaces.
Outre la partie balnéaire les édifices thermaux pouvaient avoir des espaces destinés aux exercices physiques ou d'autres destinés au loisir ou otium.
L'accueil a fait l'objet d'une réfection qui a permis d'augmenter ses capacités par l'ajout d'une salle. Au IIIe siècle deux vestiaires chauffés sont installées, qui suppriment un accès. Ils sont pourvus d'un enduit peint simple.

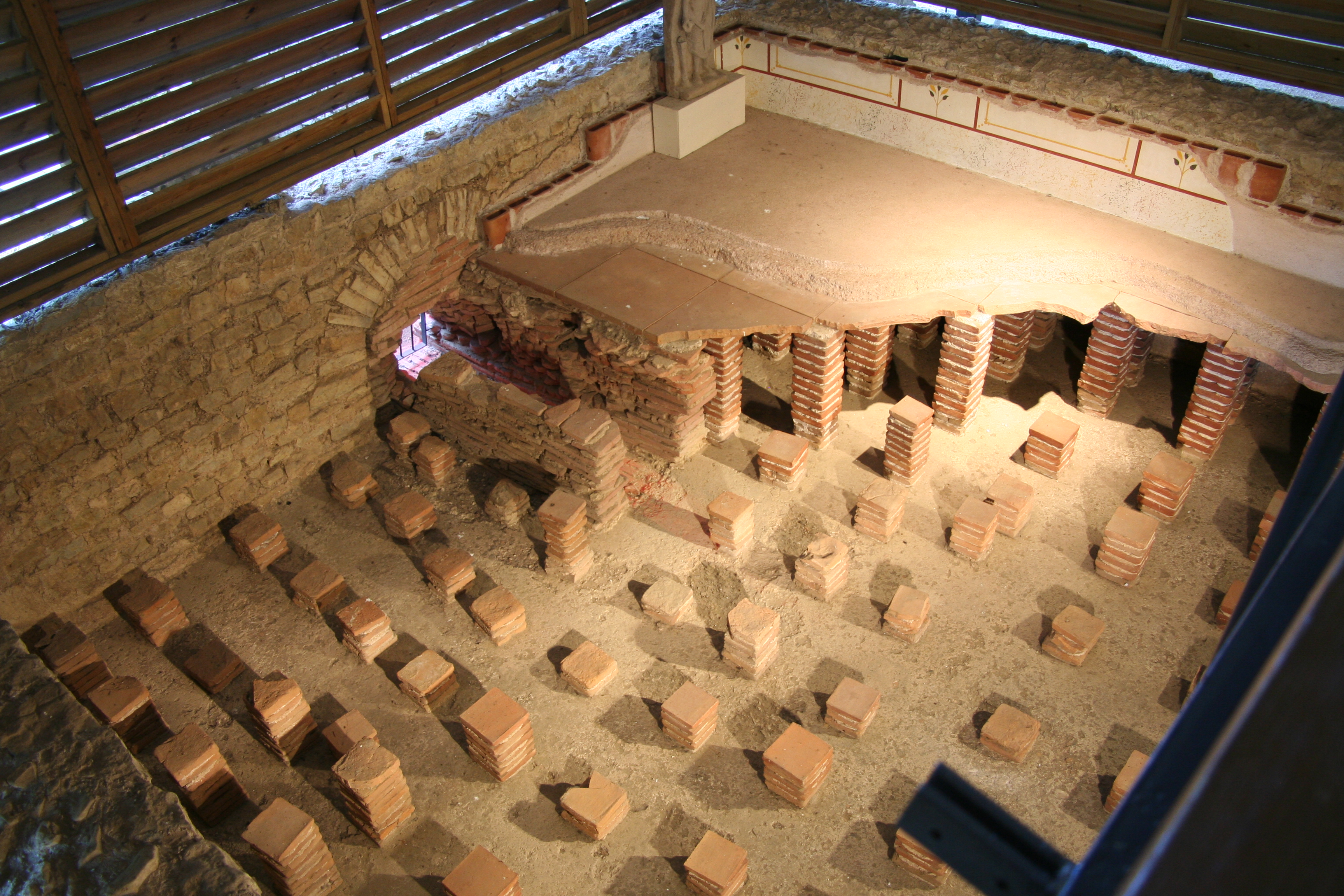
Vue d'une des pièces chauffées avec une restitution d'une partie du sol.

La partie « baignade » composée du frigidarium, du tepidarium et du caldarium mesure 22 m sur 11 m. Elle est complétée par une autre salle chauffée de 8,5 m sur 7,5 m. Un praefurnium, dont le foyer est en gabbro, alimente le tepidarium et le caldarium par un canal de chauffe. Les trois pièces possèdent initialement une voûte en berceau de tuf ou de béton ; la hauteur de ces voûtes devait être de 4,50 m à 7 m. Dans l'état final de l'édifice une grande pièce est ajoutée au nord, pourvue d'un système de voûtes. Il manque dans l'édifice une étuve sèche, sudatorium où les baigneurs peuvent transpirer.
Le frigidarium fait 10 m sur 4 m avec des murs de 90 cm d'épaisseur en briques avec un enduit de chaux, le bassin d'eau froide ne représente qu'une longueur de 5 m. Le sol est en béton de chaux et la salle possède une voûte en berceau. La baignoire est située initialement dans l'abside, et pourvue d'un dallage de terre cuite, avant d'être agrandie et d'atteindre une taille de 15 m2. L'évacuation se situe dans l'abside et rejoint les latrines. Un escalier est présent au nord de la pièce proche du système d'évacuation d'eau du bassin. Un accès permet de communiquer avec le tepidarium. La pièce à l'est du frigidarium correspond à la zone d'accès aux thermes, puis à deux pièces chauffées.
Le tepidarium fait 6,9 m sur 3,8 m. Il est moins haut que les autres pièces et sa taille permet l'installation de la sortie des cheminées ainsi qu'un système d'évacuation des eaux pluviales. La pièce possède du mobilier de bois. Il possède un système de chauffage par hypocauste provenant du caldarium à travers le mur séparant les deux pièces. Le système de chauffage a du avoir quelques difficultés pour fonctionner. L'espace inférieur de la salle est composé de béton de chaux.
L'espace du caldarium a été agrandi et une baignoire a pris place dans l'exèdre méridionale. C'est la pièce la plus chaude, avec une température d'environ 40 degrésC. Il possède un sol suspendu et des tubulures le long des murs. La salle est pourvue de fresques et de marbres. Le mur extérieur comporte un enduit de mortier rose destiné à rendre étanches les murs.
Une cour de 11,5 m sur 9,6 m situé au nord de la partie « baignade » permet d'accéder à une autre pièce de chauffe. Cette pièce a pu servir de salle destinée aux exercices physiques ou à l'onction d'huile ou d'autres actions destinées aux soins, pour lesquels les archéologues ont découvert un certain nombre d'ustensiles divers.
Des latrines sont également installées, ainsi que des boutiques le long de la palestre.

### Boutiques

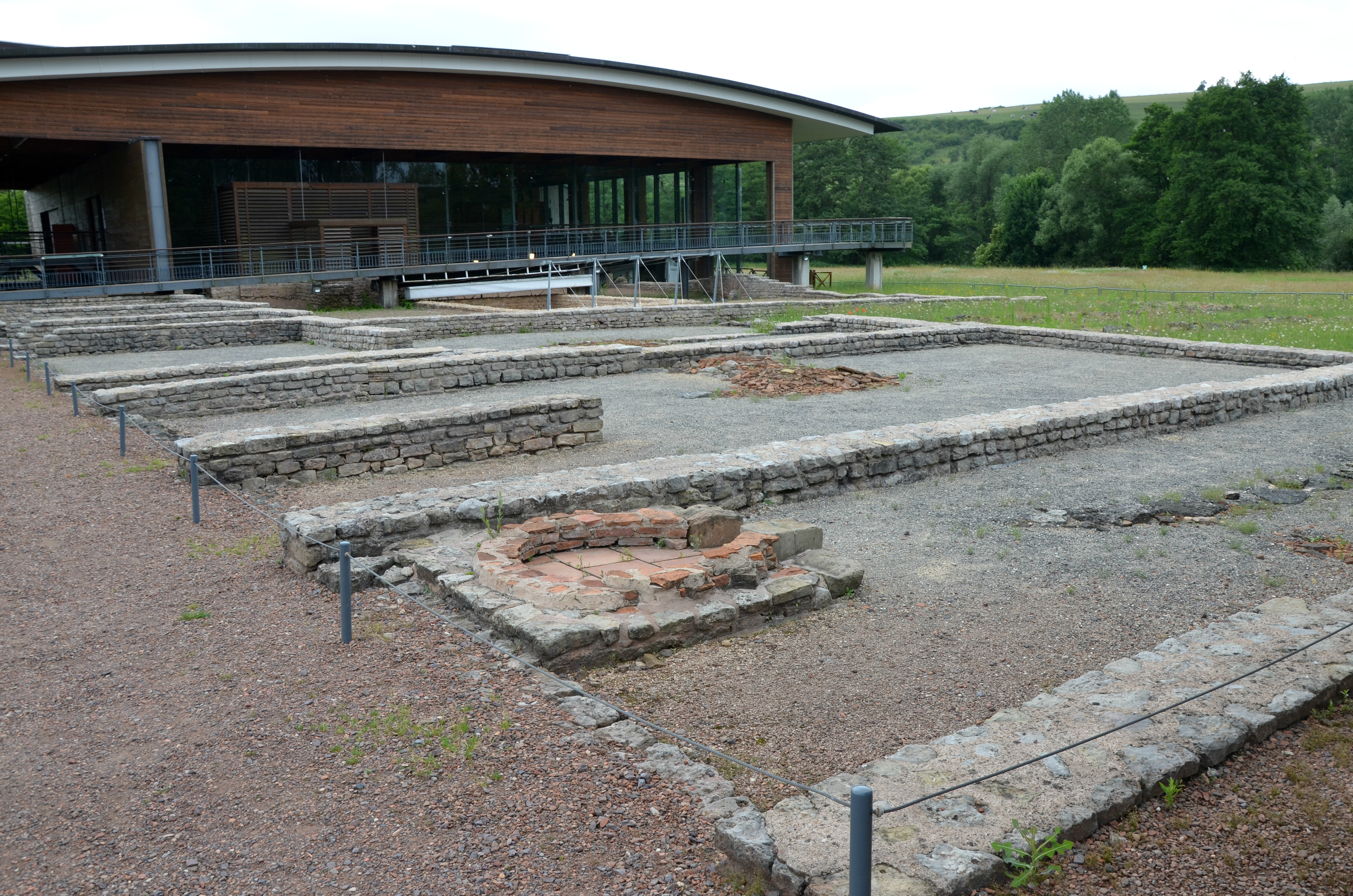
Ruines de boutiques avec à l'arrière-plan le pavillon abritant les vestiges des thermes.

Dans les deux ailes, nord et sud, des thermes, se trouvent des boutiques selon un schéma que l'on trouve dans d'autres sites archéologiques du bassin méditerranéen. Les boutiques sont destinées soit à des activités artisanales, soit à des activités commerciales ; elles peuvent abriter des tavernes et ont également comme objet de faire barrage aux gênes provenant de la rue pour les usagers de la palestre. Un bâtiment prolonge l'aile nord et est également destiné aux activités artisanales et commerciales,.
Les boutiques sont bordées par un portique et font initialement la même superficie, de 4,90 m sur 2,80 m environ. La superficie des boutiques, d'environ 15 m2, est commune. Le portique est composé de piliers de bois posés sur un support de pierre.
La palestre se trouve derrière l'aile nord des boutiques. Dans le prolongement de cette dernière se trouve un vaste édifice, de 15 m environ sur 11 m environ, ayant également abrité des commerces et des ateliers.
Les boutiques sont refaites lors des travaux de la fin du IIe siècle. L'aile sud comporte désormais six boutiques pour une superficie de 26 m sur 5,80 m environ. Le sol est en terre battue ou cailloutis, et la base d'un escalier a été parfois conservée. L'ouverture et la fermeture se font grâce à des panneaux de bois amovibles connus par les fouilles de Pompéi et Herculanum, ces derniers sites ayant conservé des moulages de telles installations. Une porte de service est présente. Les boutiques comportent un étage.
Les équipements intérieurs des boutiques devaient être en bois. Les fouilles ont mis en évidence des « structures de combustion », foyers et fours, destinés sans doute à préparer des repas. L'aile nord a livré de la vaisselle culinaire et des tables. Des cuillères et une passoire à vin ont été retrouvés, et également des étiquettes de plomb destinés à des produits d'importation. Des stylets ont également été retrouvés.

### Fonctionnement

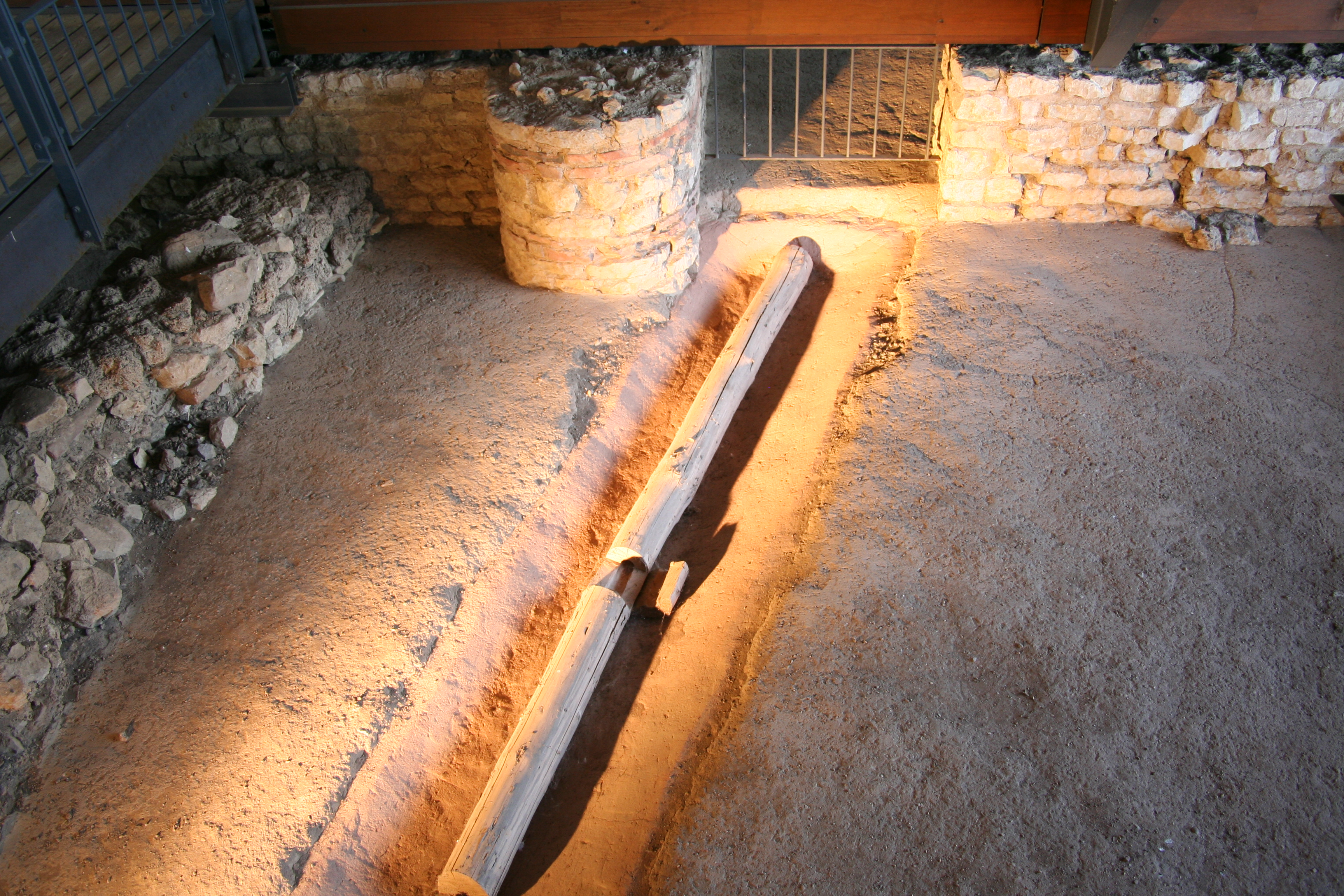
Vue des ruines d'une salle avec les canalisations de bois restituées.

Les établissements thermaux nécessitent la « maîtrise de techniques développées de construction, de chauffage et de distribution de l'eau ». Ces équipements sont aussi très coûteux en fonctionnement, nécessitant « entretien permanent et réparations régulières ». Le noyau des bains a été en fonctionnement durant 180 ans.
L'eau ne manque pas, comme en témoigne la présence d'un grand bassin et d'un nymphée. les archéologues ont retrouvé des vestiges de canalisations en bois. Le canal des latrines est nettoyé par l'apport des eaux pluviales et les vidanges du frigidarium.

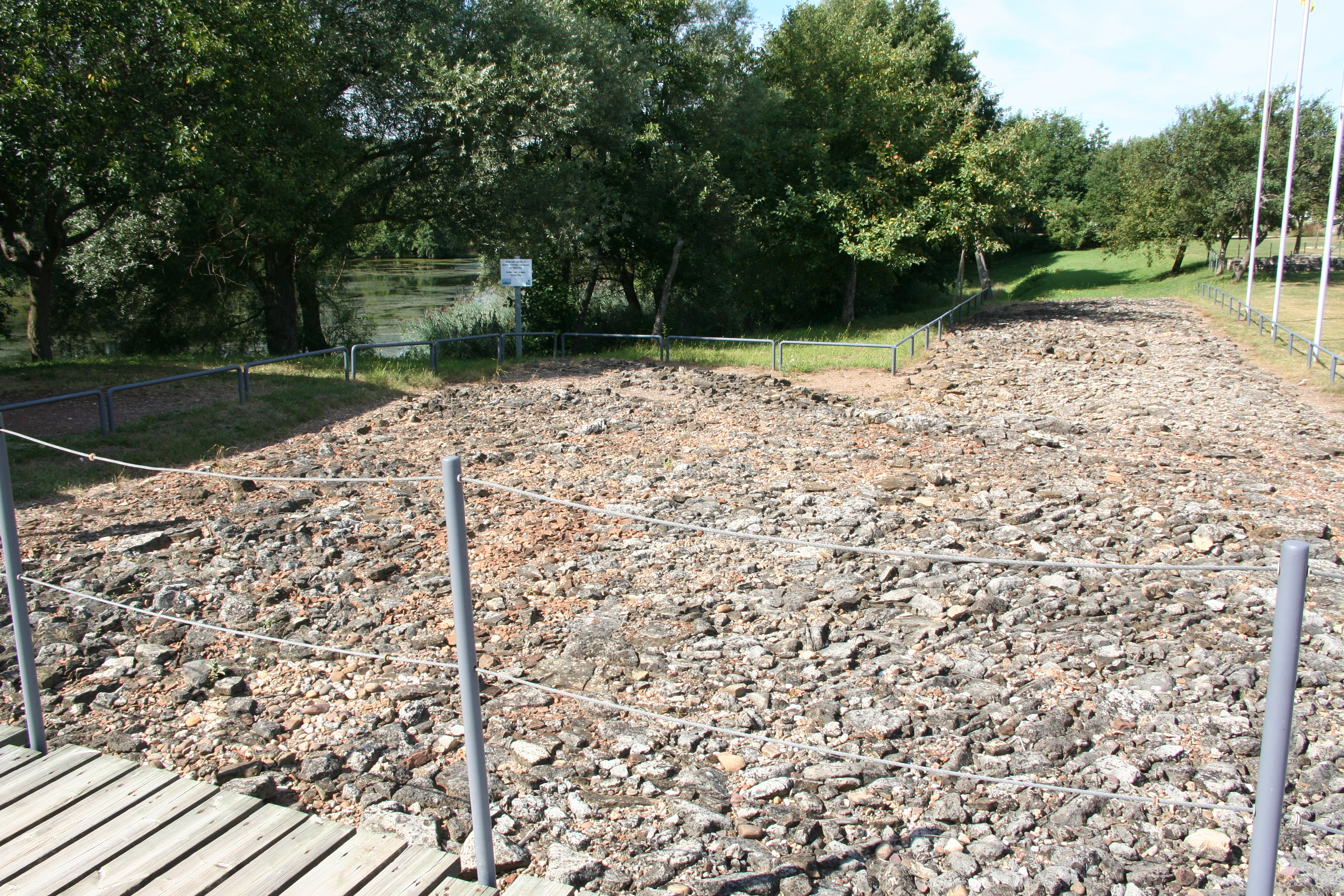
Vue d'un chemin empierré dans le parc archéologique, avec la rivière à l'arrière-plan.

Les systèmes mis en place permettent de chauffer les salles tièdes et chaudes et également l'eau destinée au bassin de la salle chaude. Une chaudière est reliée aux différentes pièces par un canal de chauffe. La chambre de chauffe, située à l'extérieur, abrite le foyer. Ce foyer a été déplacé lors des travaux de reconstruction afin d'optimiser sa rentabilité. La chaudière est en bronze ou en plomb, et l'eau froide est stockée au-dessus d'un massif de maçonnerie dans deux réservoirs, afin de pouvoir ajuster les températures,. Les autres pièces sont chauffées par un foyer intégré au mur.
L'arrière du complexe thermal est utilisé par des chemins, un puits et des caniveaux.
Dans les petites villes, les bains ne sont pas utilisés de manière simultanée par les hommes et les femmes car ils ne possédaient pas deux espaces indépendants, contrairement aux plus grands complexes thermaux : les plages horaires de l'après-midi étaient peut-être destinées aux hommes. L'eau est renouvelée le matin et l'eau était plus propre à ce moment de la journée, l'accès devant alors en être plus cher.

## Interprétation

### Élément de la parure monumentale duvicus
Les thermes de Bliesbruck sont importants et comparables à d'autres du nord-ouest de l'Empire romain. Les agrandissements successifs de la construction ont abouti à une augmentation de la surface consacrée aux activités balnéaires et à l'accueil.
Le complexe thermal au IIIe siècle est le mieux connu et occupe un « front urbain » d'environ 100 m et la place comporte trois autres bâtiments publics ; elle est intégrée à un tissu urbain de « maisons en bande ». L'un des côtés de cette place est occupé par une basilique comportant trois nefs et mesurant 31,20 m sur 15,60 m. L'édifice est destiné à des activités commerciales ou sociales mais non à des activités politiques ou administratives. Le sud est occupé par des boutiques. Le milieu de la place est occupé quant à lui par une fontaine monumentale munie d'un hémicycle dont peu de vestiges subsistent. Des exemples sont connus de lien entre des thermes et une fontaine monumentale, et à Bliesbruck la fontaine et les thermes constituent selon Petit un « axe de l'eau » dans une « mise en scène architecturale fonctionnelle et visuelle du cœur de l'agglomération ». Il faut signaler que le centre public était peut-être plus vaste au IIe siècle, dans un état moins connu que celui du siècle suivant.
Les thermes de Bliesbruck sont une composante d'« un complexe aux fonctions sociales et économiques élargies » et sont l'édifice principal du centre public. Même si les thermes d'autres vicus sont connus, la connaissance de la place des thermes dans les agglomérations est souvent trop peu connue, sauf à Bliesbruck où l'on appréhende son « intégration dans l'espace social et économique ».

### Exemple d'évergétisme dans unvicus
Le coût de construction a sans doute été de « quelques centaines de milliers de sesterces » et le coût annuel de fonctionnement de « plusieurs milliers de sesterces ». Ces coûts ne sont pas compensés par les recettes, sans doute modestes du fait de la faiblesse des droits d'entrée demandés aux usagers, même si à Bliesbruck il devait y avoir en plus des recettes liées aux boutiques et à certains services supplémentaires présents dans le complexe thermal.

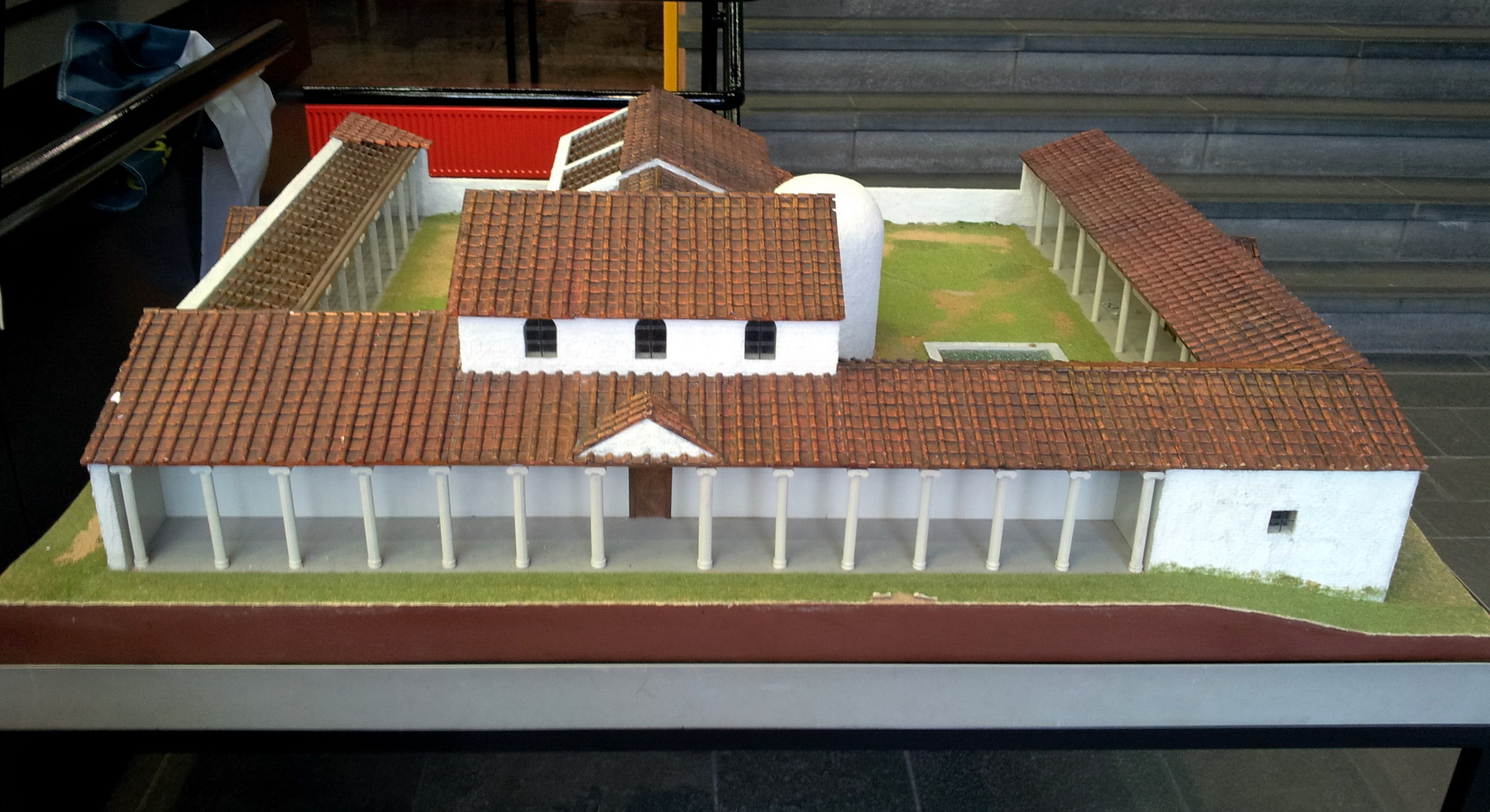
Maquette des thermes de Heerlen.

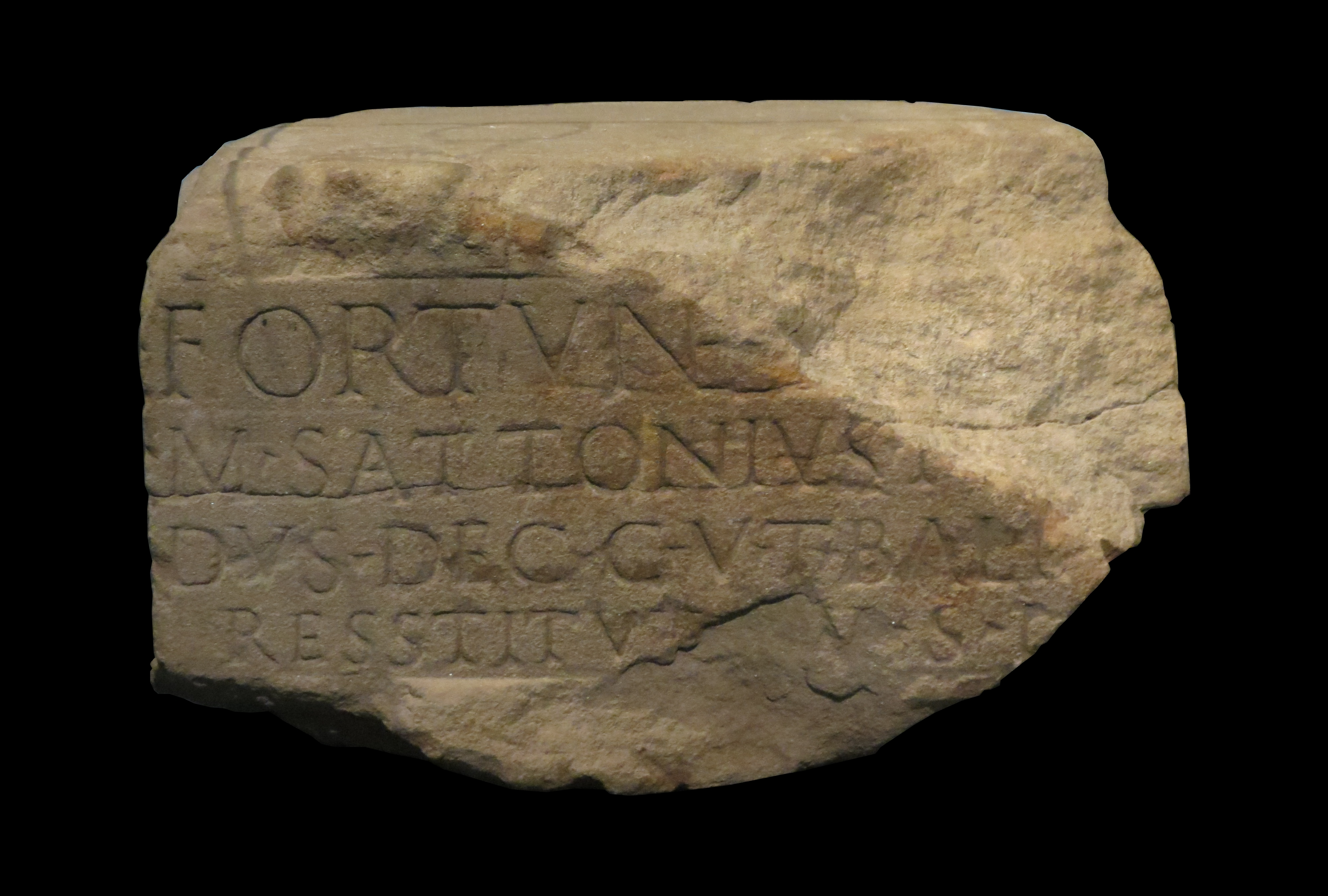
Inscription latine fragmentaire de Coriovallum mentionnant Marcus Sattoninus Iucundus, membre du collège des décurions.

Le complexe thermal de Bliesbruck est sans doute une « propriété publique » comme le suggère sa présence sur le centre public du vicus. Cependant, du fait du caractère monumental de l'édifice, il est probable que l'on soit en présence d'un édifice bâti grâce à l'évergétisme de notables locaux mais dont le fonctionnement a pu aussi être assuré par le même système des liturgies. Bien que le site n'ait pas livré de découvertes épigraphiques permettant de confirmer ce fait, une découverte faite à Heerlen dans un établissement thermal important peut corroborer cette hypothèse, car le complexe y est restauré par un décurion à la suite d'un vœu à Fortuna. Les vestiges de divinités sculptées découverts dans des thermes peuvent être liés à un élément de décor ou un patronage, certaines pièces pouvant même être consacrées ; cependant à Bliesbruck trop peu d'éléments permettent d'avancer une telle interprétation.
L'évergétisme en Gaule Belgique, dont chez les Médiomatriques, est réalisé tant par les élites locales que par les collectivités, des vicus ou pagus, organisées dans l'ordre des décurions. Les thermes de Bliesbruck ont été réalisés soit du fait d'un notable, soit du fait de la collectivité et au sein de celle-ci d'« un ou plusieurs notables locaux » y ayant exercé des magistratures. Le propriétaire de la grande villa de Reinheim a pu avoir ce rôle.

### Témoignage de la romanisation
Les installations thermales ne sont pas uniquement destinées à l'hygiène dans l'Empire romain, et sont des « centres de bien-être et de loisirs » ainsi que des espaces de sociabilité qui occupent un rôle majeur dans ce domaine.
Les thermes font partie des installations qui témoignent de la vitesse de la diffusion du mode de vie romain, non seulement dans les chefs-lieux, mais aussi dans les petites agglomérations comme le vicus de Bliesbruck.
L'histoire du complexe thermal de Bliesbruck avec ses différentes phases d'expansion témoigne du rôle croissant, au fil du temps, des pièces chauffées non balnéaires. L'aspect social prend le pas sur le côté balnéaire : les thermes deviennent alors un espace privilégié pour l'otium, s'y déroulent alors des activités sociales, discussions, jeux, repos et repas.

#### Ouvrages généraux
- Collectif, Pérégrinations dans l'Empire romain : De Bliesbrück-Reinheim à Rome, avec Jean-Claude Golvin, peintre de l'antiquité, Arles, Actes sud / Conseil général de la Moselle, 2010, 109 p. (ISBN 978-2-7427-9287-0).
- Gérard Coulon et Jean-Claude Golvin, Voyage en Gaule romaine, Arles-Paris, Actes sud / Errance, 2002, 185 p. (ISBN 978-2-7427-3920-2).

#### Ouvrages généraux sur Bliesbruck
- Diane Dusseaux, Parc archéologique européen de Bliesbruck-Reinheim, guide de visite, Saint-Étienne, IAC Editions d’Art, 2013, 127 p. (ISBN 978-2-916373-67-6). .
- Sonia Antonelli et Jean-Paul Petit, « L’agglomération de Bliesbruck (Moselle) durant l’Antiquité tardive : entre ruptures et continuités », Gallia, nos 74-1,‎ 2017, p. 149-164 (lire en ligne, consulté le 26 décembre 2020).
- Jean-Paul Petit, Jean Schaub et Philippe Brunella, Bliesbruck-Reinheim : parc archéologique européen, Paris, Imprimerie nationale, 1995, 117 p. (ISBN 978-2-7433-0033-3).
- Jean-Paul Petit et Philippe Brunella, Bliesbruck-Reinheim : Celtes et Gallo-Romains en Moselle et en Sarre, Paris, Errance, coll. « Hauts lieux de l'histoire », 2005, 221 p. (ISBN 978-2-87772-298-8). .
- Jean-Paul Petit et Sara Santoro-Bianchi, De Pompéi à Bliesbruck-Reinheim : Vivre en Europe romaine, Paris, Errance, 2007 (OCLC 315850300).

#### Ouvrages sur les thermes ou le centre monumental
- Lukas Clemens et Jean-Paul Petit, « Un habitat de la fin du Moyen Âge dans les thermes gallo-romains de Bliesbruck (Moselle) », Archéologie médiévale, no 25,‎ 1995, p. 65-85 (lire en ligne, consulté le 29 mars 2021). .
- Xavier Deru et Jean-Paul Petit, « Au cœur de la ville, des thermes publics », dans Bliesbruck-Reinheim - Celtes et Gallo-Romains en Moselle et en Sarre, Errance, 2005 (ISBN 9782877722988), p. 67-88.
- Erik Follain et Philippe Brunella, « Les thermes gallo-romains de Bliesbruck : de la recherche scientifique à l'évocation architecturale », Les Cahiers Lorrains, Société d'histoire et d'archéologie de la Lorraine, no 1,‎ 2003 (lire en ligne, consulté le 29 mars 2021).
- Érik Follain, Jean-Paul Petit et Sara Santoro, « Le centre monumental romain restitué », Archéologia, Faton, no 552,‎ 2017, p. 46-53.
- Jean-Paul Petit, Le Complexe des thermes de Bliesbruck (Moselle) : un quartier public au cœur d’une agglomération secondaire de la Gaule Belgique, Paris, Exé productions, 2000.
- Jean-Paul Petit, « Les thermes publics de Bliesbruck », Les dossiers d'archéologie, no 323,‎ 2007, p. 76-95.
- Jean-Paul Petit, « Les thermes publics de Bliesbruck (Moselle , France) : un complexe aux fonctions sociales et économiques au cœur d'une agglomération secondaire de la cité des Médiomatriques », Archaeologia Mosellana, vol. 10 « Thermae in context, the roman bath in town and life »,‎ 2015, p. 175-193. .